# Blaugurke
Die Blaugurke (Decaisnea fargesii), auch Blauschote oder Blauschotenstrauch genannt, ist eine Pflanzenart aus der Gattung Decaisnea innerhalb der Familie der Fingerfruchtgewächse (Lardizabalaceae).

## Beschreibung

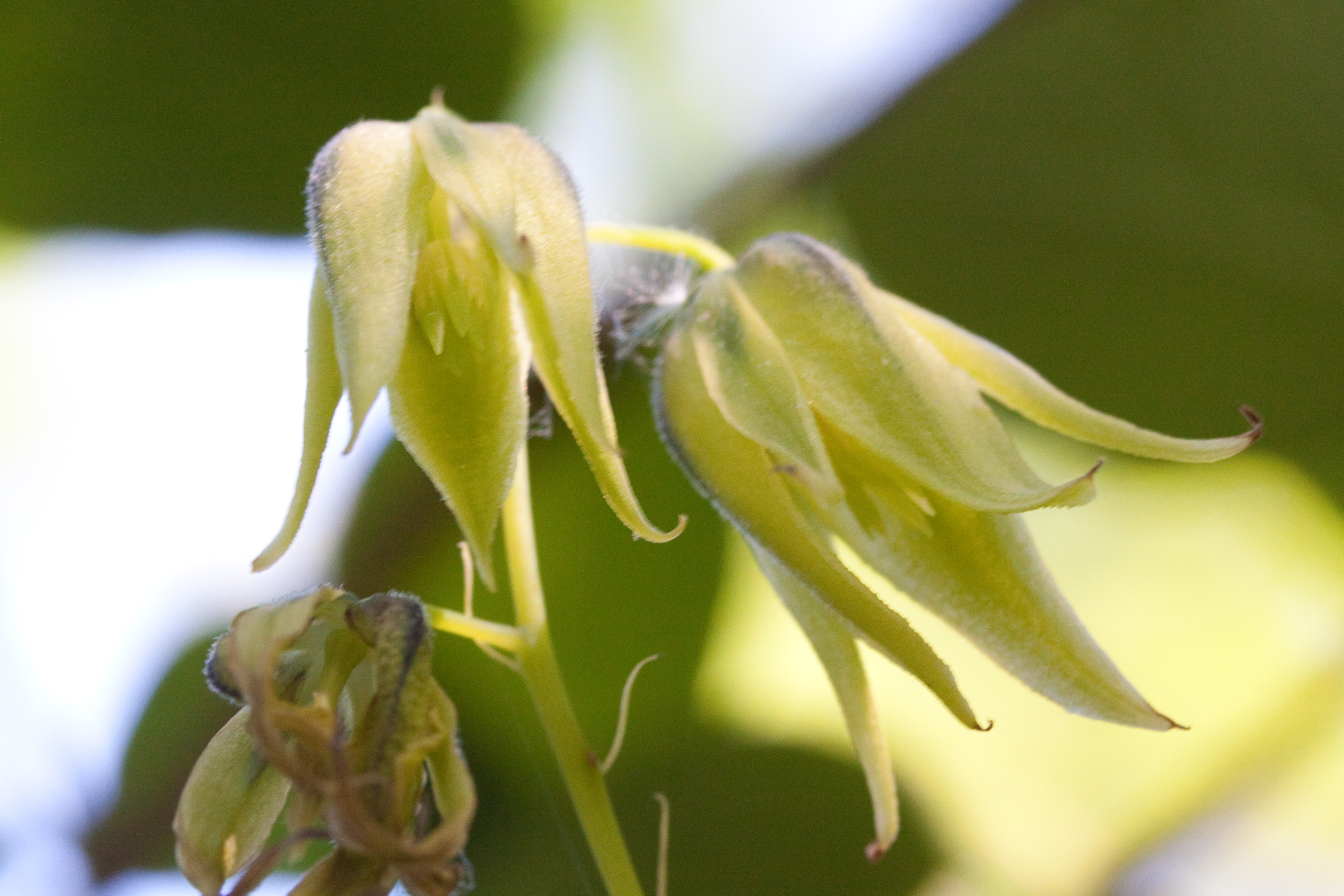
Blüten

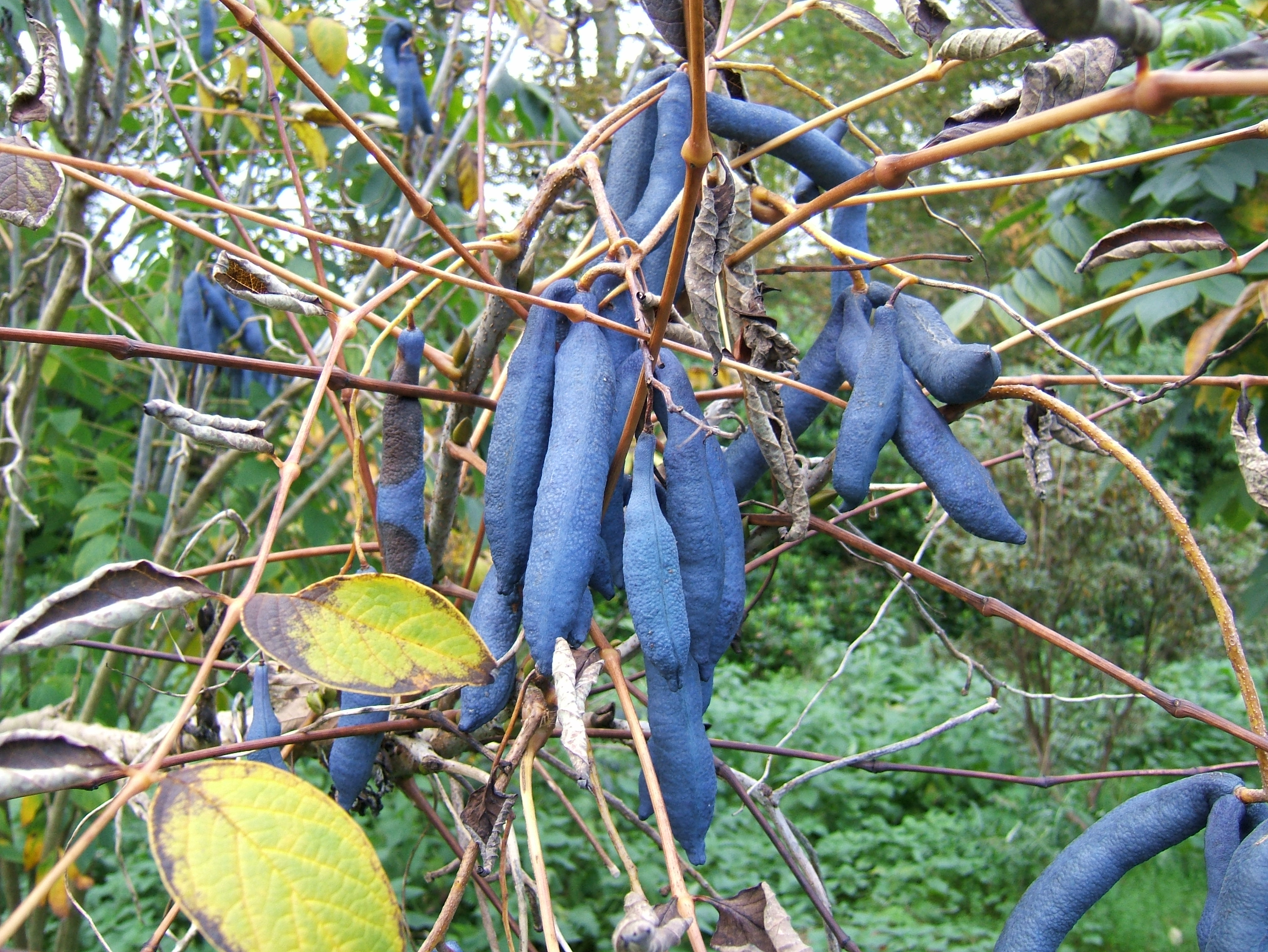
Reife Früchte

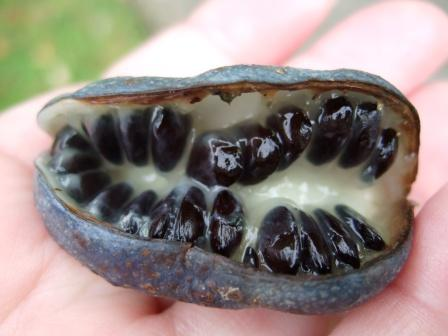
Geöffnete Frucht

### Vegetative Merkmale
Die Blaugurke wächst als laubabwerfender Strauch, der Wuchshöhen bis 3 bis 4 Metern erreicht und im Alter eine schirmartige Krone ausbildet.
Die länger gestielten Laubblätter sind unpaarig gefiedert und 0,6 bis 1 Meter lang. Es sind etwa 9 bis 21   ganzrandige, eiförmige bis -längliche Blättchen ausgebildet. Seltener auch verkehrt-eiförmige und spitze bis zugespitzte. Die Blattoberfläche ist leicht ledrig und oberseits kahle. Die Blättchen sind 5 bis 14 Zentimeter lang. Die entfernt stehenden Seitenblättchen sind nur kurz gestielt, das Endblättchen länger. Die Herbstfärbung ist gelb, die jungen Blätter sind rötlich. Die Nervatur ist gefiedert und oberseits reliefartig eingeprägt.

### Generative Merkmale
Die Blütezeit reicht April bis Mai. Die Blaugurke ist einhäusig gemischtgeschlechtlich monözisch. Die hängenden Blüten sind funktionell eingeschlechtig, mit einfacher Blütenhülle, die Kronblätter fehlen. Die Blüten sind glockenförmig und gelb-grünlich gefärbt. Die gestielten Blüten stehen in kahlen, endständigen oft hängenden und etwa 25 bis 35 Zentimeter langen oder längeren Trauben zusammen. Bei den Blüten sind jeweils Tragblätter vorhanden. Die sechs fein behaarten, dachigen und 2 bis 3 Zentimeter langen Kelchblätter, in zwei ungleichen Kreisen, sind eilanzettlich. Es sind sechs röhrig verwachsene Staubblätter oder freie, kürzere Staminodien mit Antheroden um den Fruchtknoten und 3 freie, oberständige Stempel oder kürzere Pistillode in der Staubblattröhre vorhanden. Die Antheren oder Antheroden tragen oben spitze Anhängsel.
Die blauen bis purpurfarbenen, länglichen, zylindrischen, etwas aufgetriebenen und ledrigen, vielsamigen sowie bespitzten, bis 5 bis 10 Zentimeter langen und etwa 2 Zentimeter dicken Balgfrüchte reifen von September bis Oktober. Die dickschaligen Früchte sind weichlich, mehr oder weniger gerade oder leicht gebogen und wärzlich-noppig. Sie stehen in einer Sammelbalgfrucht bis zu drei Früchte zusammen oder erscheinen einzeln. Die vielen schwarz-violetten und glatten, abgeflachten Samen liegen in zwei Reihen in der Frucht. Sie befinden sich in einer weißlichen, schleimig-gelatinösen, durchscheinenden und klebrigen, essbaren und leicht süßlichen Pulpe. Die Samen sind 8 bis 10 Millimeter groß.

## Vorkommen
Die Blaugurke kommt in den Bergwäldern Westchinas, in Tibet und in Nepal vor. Sie gedeiht in Höhenlagen von 900 bis 3600 Metern. Trivialname in China ist chinesisch 猫屎瓜, Pinyin māo shǐ guā.

## Taxonomie
Die Erstbeschreibung von Decaisnea fargesii erfolgte 1892 durch Adrien René Franchet in Journal de Botanique (Morot), 6, S. 233. Das Artepitheton fargesii ehrt Paul Guillaume Farges (1844–1912), einen französischen Missionar und Pflanzensammler in China.

## Nutzung
In den Bergwäldern Westchinas werden die Früchte gesammelt und der gelatinöse Fruchtinhalt wird frisch verzehrt.
Die bis ca. −20 °C frosttolerante (Zone 5) Pflanzenart mit dem interessanten Fruchtschmuck fällt als Ziergehölz in Parkanlagen besonders im Herbst nach dem Laubfall auf.